# Alessandro Tommasini
Alessandro Tommasini (Reggio Calabria, 9 febbraio 1753 – 18 settembre 1826) è stato un arcivescovo cattolico italiano.

## Biografia
Nacque a Reggio Calabria. Suo padre era regio notaio. Era discendente dei Tommasini di Fano, degli antichi Thomasi Leopardi di Bisanzio.
Diacono a 22 anni, fu consacrato vescovo di Oppido Mamertina a Roma il 10 aprile 1792. Ebbe a subire molte umiliazioni durante il periodo dell'interregno francese. Ricostruì la cattedrale di Oppido Mamertina, distrutta dal terremoto del 1783, e dopo il sisma fondò l'attuale centro abitato di Piminoro ove si trasferì durante l'epidemia di malaria che investì la sede della diocesi.
Nel concistoro del 25 maggio 1818 fu trasferito alla sede metropolitana di Reggio e il 27 giugno prese possesso dell'arcidiocesi. Fece costruire nel duomo tante insigni opere. In seguito agli avvenimenti politici del 1820 furono risparmiati molti mali a Reggio grazie alle sue virtù di uomo e di religioso.
Morì il 18 settembre 1826.

## Genealogia episcopale
La genealogia episcopale è:
- Cardinale Scipione Rebiba
- Cardinale Giulio Antonio Santori
- Cardinale Girolamo Bernerio, O.P.
- Arcivescovo Galeazzo Sanvitale
- Cardinale Ludovico Ludovisi
- Cardinale Luigi Caetani
- Cardinale Ulderico Carpegna
- Cardinale Paluzzo Paluzzi Altieri degli Albertoni
- Papa Benedetto XIII
- Papa Benedetto XIV
- Papa Clemente XIII
- Cardinale Enrico Benedetto Stuart
- Arcivescovo Alessandro Tommasini